# Mas del Molinàs
El Mas del Molinàs és una masia d'Amposta inclosa a l'Inventari del Patrimoni Arquitectònic de Catalunya.

## Descripció
La masia és formada per un cos principal rectangular, amb planta, un pis i golfes i altres cossos adossats, d'una sola planta i coberts a un vessant, utilitzats com a magatzems.
El cos central és cobert a quatre vessants, amb teula. A la façana principal presenta finestres grans allindades, un balcó al centre del primer pis i una porta gran a la planta baixa, amb arc allindanat de maó i pedres carreuades als muntants. Al davant té un porxo sostingut per una doble filera de pilars poligonals fets amb maó. Antigament es tractava només d'una estructura de ferros per a sostenir l'emparrat però actualment al damunt s'hi ha col·locat una uralita. El material és predominantment maçoneria, el maó és col·locat als muntants d'obertures i els arcs allindanats. Als angles del cos principal hi ha carreus de pedra, probablement reaprofitats d'una altra construcció.
Conserva, davant de la casa, moles i dipòsits de pedra, així com una biga de fusta de l'antic molí.

## Història
Va ser un dels masos més importants del terme d'Amposta.